# アストンマーティン・DB9
DB9は、イギリスの自動車メーカーであるアストンマーティンが製造した、クーペまたはオープンカータイプのスポーツカーである。

## 概要
2003年のフランクフルトモーターショーで発表、2004年からクーペの「DB9」が発売された。同年、オープンカーの「DB9 ヴォランテ」を追加。
「DB7」の後継車種であり、車両サイズでは「V8ヴァンテージ」と「ヴァンキッシュ」の中間に位置する。
2008年にマイナーチェンジを実施。また2013年にもマイナーチェンジを行い「ヴィラージュ」が年次アップデートした上で、「DB9」を名乗ることとなった。

## メカニズム
アストンマーティン独自のボンド接着アルミスペースフレームたるVHプラットフォーム（=Vertical Horizontal Platform:ボディサイズを問わずグループ各社で幅広く活用できる汎用ボディ構造の意）を採用したことにより、車体の軽量化と高いボディ剛性を実現した。
搭載されているZF製6速ATは「タッチトロニック2」と呼ばれる。変速はセンターコンソール上部のボタンかステアリングのパドルで行い、シフトレバーは存在しない。0-100km/h加速は4.5秒（タッチトロニック2-2009年モデル）。
内装には、革、木、金属などをふんだんに使っており、竹をスライスして造られたウッドパネルをセンターコンソールに装着することもできる。また、アストンマーティンの伝統である針が逆周り（反時計回り）のタコメーターも備える。
「DB9 ヴォランテ」の幌はソフトトップであり、開閉時間は17秒である。
日本での価格は2,265.5-2,310万円（2015年モデル）。右ハンドルと左ハンドルが選択できる。

## ラインナップ
- DB9/DB9 ヴォランテ（2004年-2008年）
5.9リットル V型12気筒 DOHCエンジン（456PS/570Nm）、6速ATまたは6速MT、駆動方式はFR。

- DB9/DB9 ヴォランテ（2009年-2012年）
5.9リットル V型12気筒 DOHCエンジン（477PS/600Nm）、6速ATまたは6速MT、駆動方式はFR。

- DB9/DB9 ヴォランテ（2013年-2016年）
5.9リットル V型12気筒 DOHCエンジン（517PS/620Nm）、6速AT、駆動方式はFR。

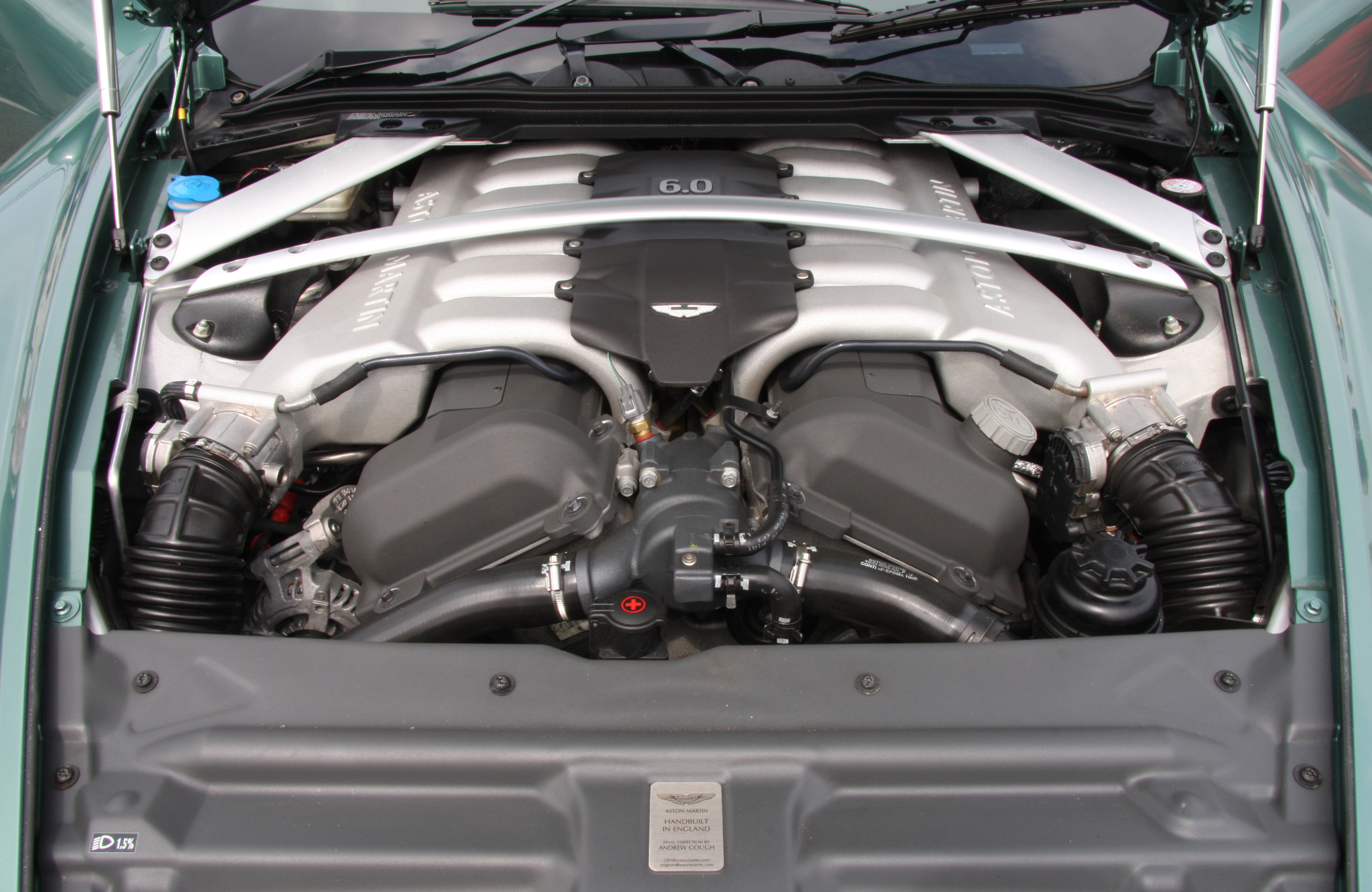
DB9の5.9ℓV12エンジン
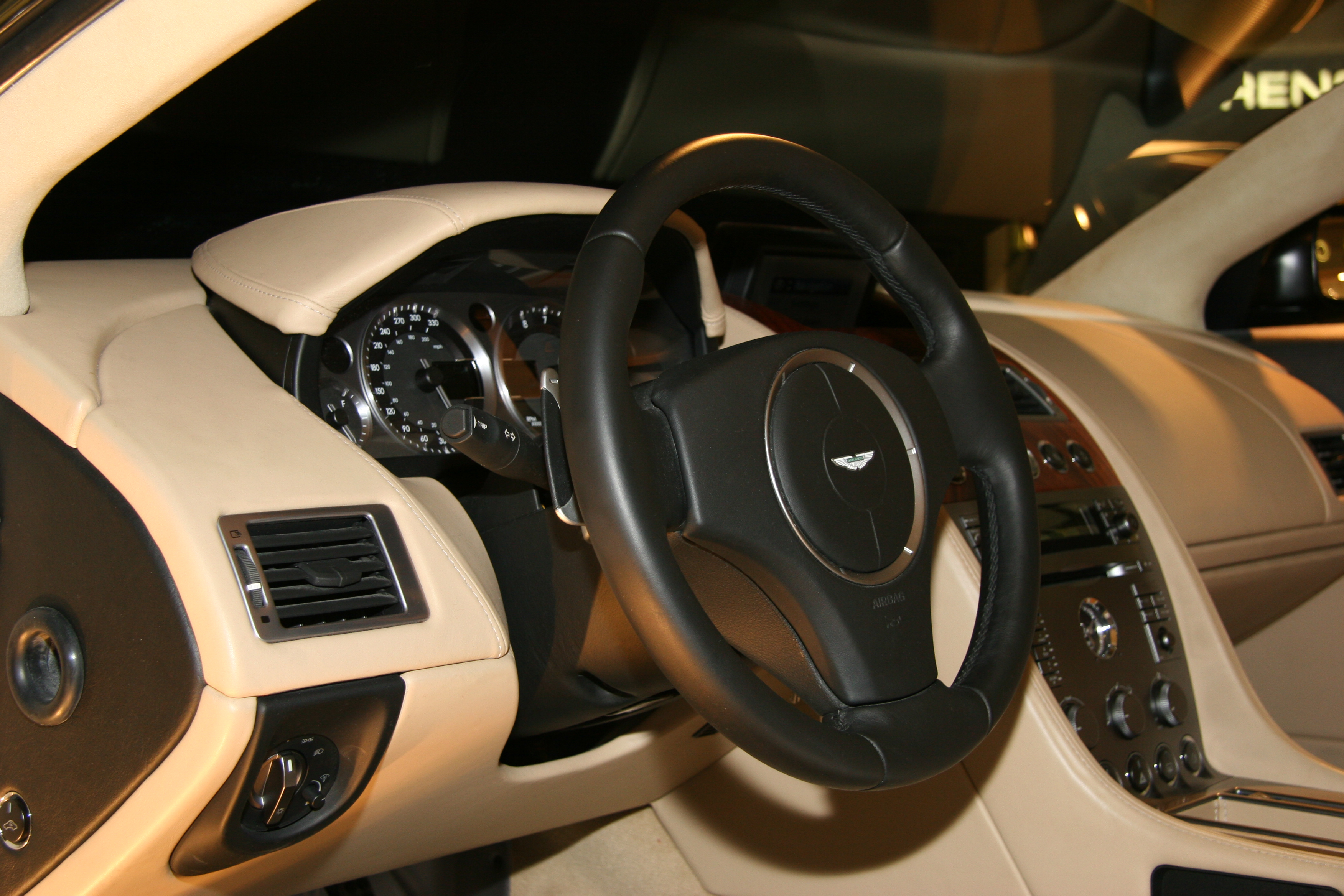
AT車の運転席
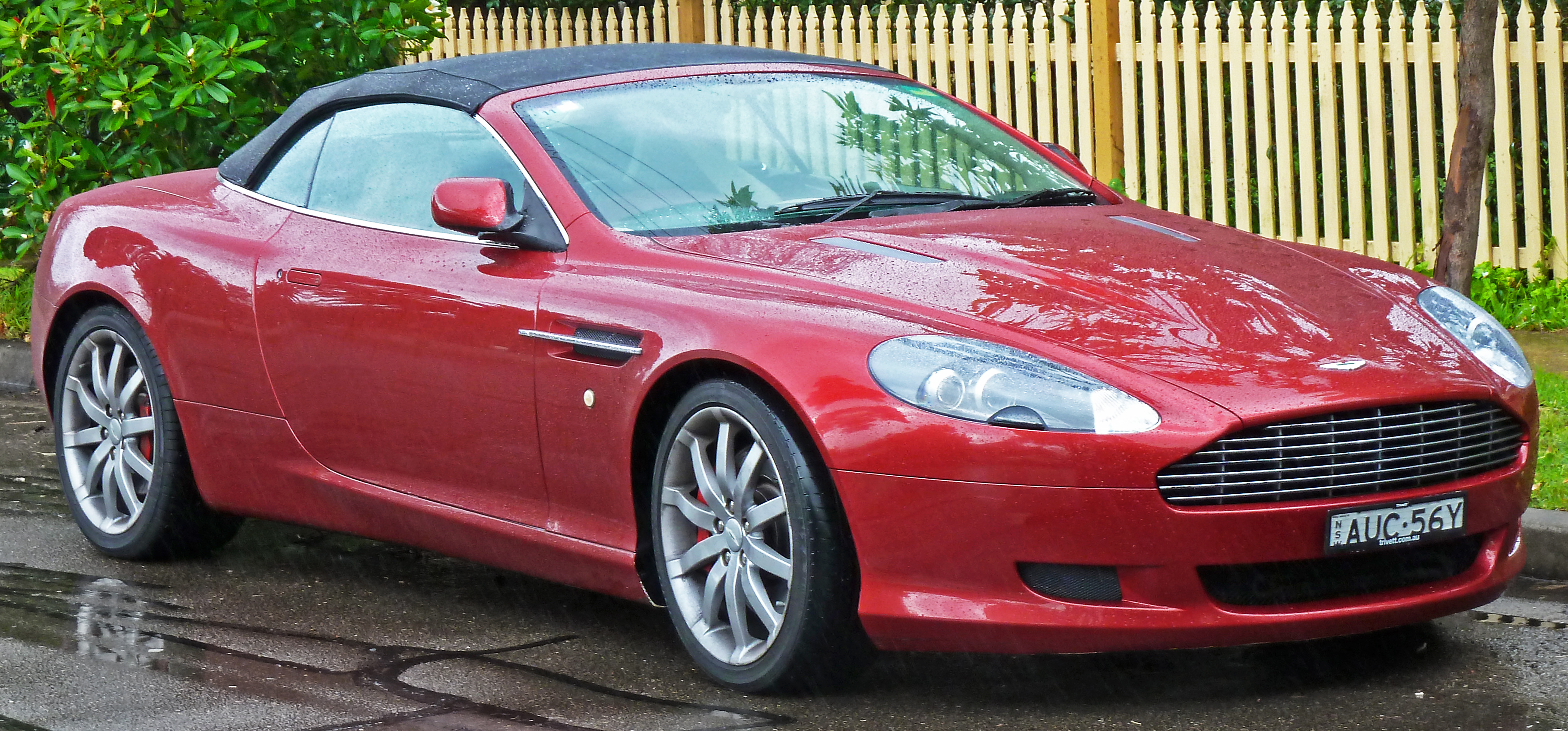
DB9ヴォランテ
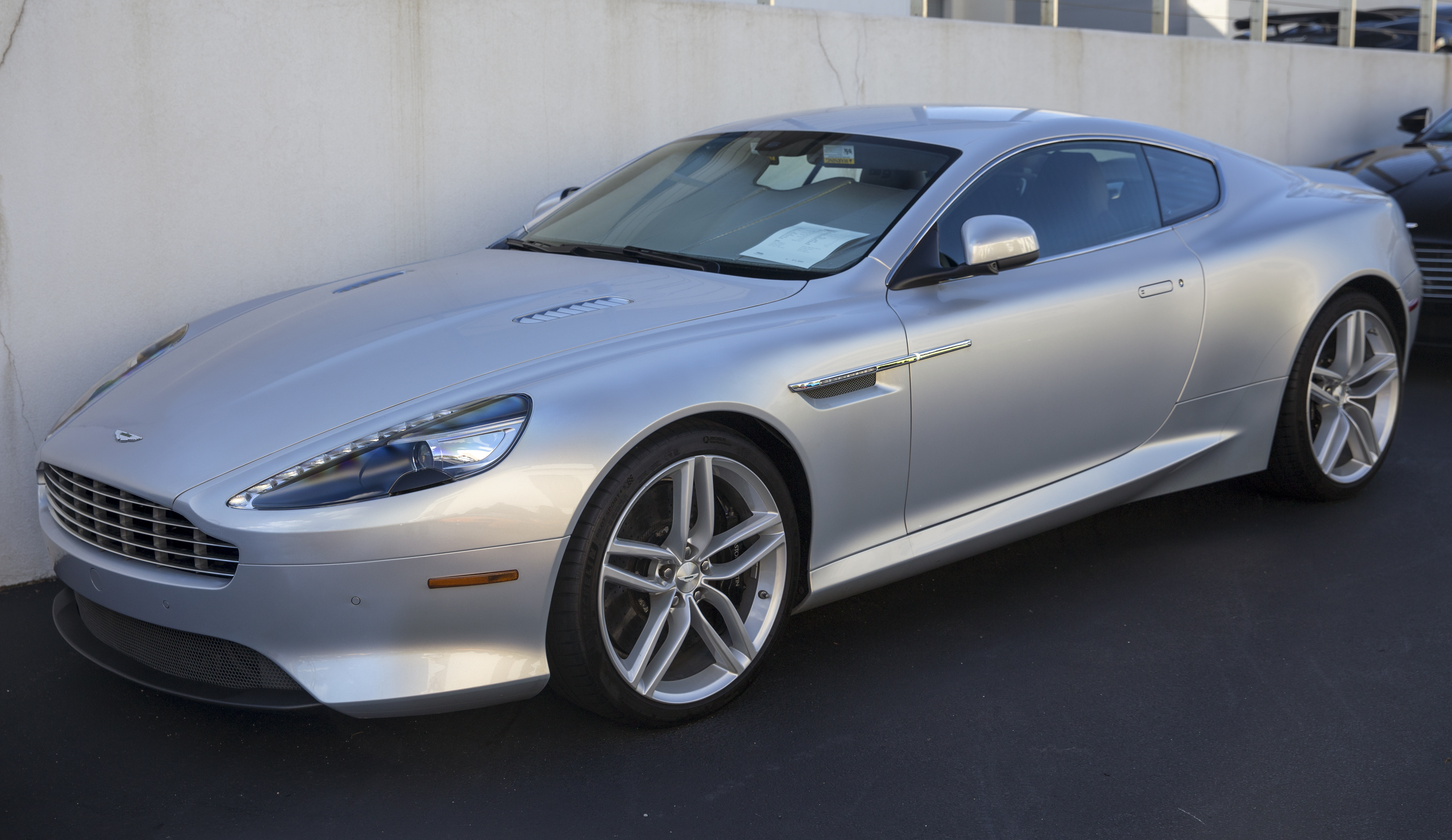
マイナーチェンジ後のDB9

## モータースポーツ

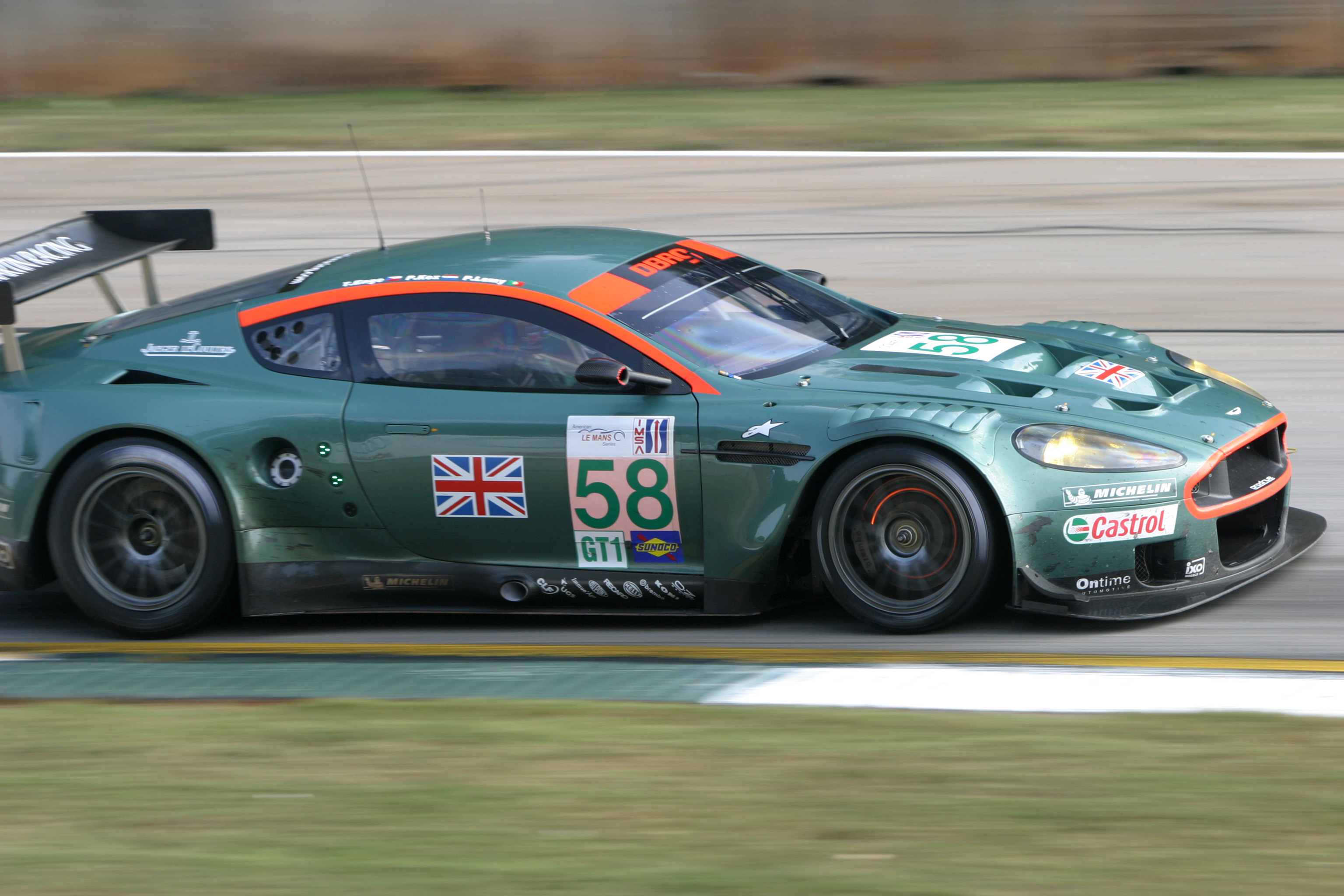
2005年ALMS プチ・ルマン、DBR9 - GT1

2004年からアストンマーティン・レーシングがDB9をベースとしたレーシングマシンDBR9で、ル・マン24時間レースとアメリカン・ル・マン・シリーズ（ALMS）、FIA GT選手権に参戦、2009年にはSUPER GTのGT500クラスにも参戦している。2010年から開催されているFIA GT1世界選手権では2年連続でメーカーズチャンピオンを獲得している。